# Erzgebirgs-Bergland
Das Erzgebirgs-Bergland (tschechisch: Krušnohorská hornatina) ist eine Gliederungseinheit der Geomorphologischen Einteilung Tschechiens. Das Gebiet umfasst die drei Gebirge Fichtelgebirge (Smrčiny), Erzgebirge (Krušné hory) und Böhmische Schweiz (Děčínská vrchovina). Innerhalb der Erzgebirgs-Subprovinz wird das Erzgebirgs-Bergland oft dem tschechischen Erzgebirgsvorland gegenübergestellt.
Geomorphologische Einteilung Tschechiens mit der Erzgebirgs-Subprovinz (Krušnohorska subprovincie) (rot markiert)

## Lage und Ausdehnung
Den höchsten Teil bildet das Erzgebirge mit dem Klínovec als höchste Erhebung. Während die deutsche Seite nur ein geringes Gefälle aufweist, fällt es nach Süden steil bis in das Egerbecken mit dem Nordböhmischen Becken ab. Den westlichen Rand bildet das Fichtelgebirge. Der östliche Rand der Subprovinz wird in der Böhmischen Schweiz durch kreidezeitliche Sandsteine überlagert.
Nachbar-Einheiten der Erzgebirgs-Subprovinz (Krušnohorská subprovincie) sind die Böhmerwald-Subprovinz (Šumavská subprovincie), die Beraun-Subprovinz (Poberounská subprovincie), die Sudeten-Subprovinz (Krkonošsko-jesenická subprovincie) und das Böhmische Tafelland (Česká tabule).

## Geomorphologische Klassifizierung
- System: Hercynisch
- Untersystem: Hercynisches Gebirge
- Provinz: Böhmische Masse (Česká vysočina)
- Subprovinz: Erzgebirgs-Subprovinz (Krušnohorská subprovincie)
- Gebiet: Erzgebirgs-Bergland (Krušnohorská hornatina)
- Haupteinheiten: Fichtelgebirge (Smrčiny), Erzgebirge (Krušné hory) und Böhmische Schweiz (Děčínská vrchovina).

## Geomorphologische Bereiche
Das Erzgebirgsgebiet wird in die folgenden geomorphologischen Bereiche unterteilt:
| Fichtelgebirge (Smrčiny) Ašská vrchovina Hazlovská pahorkatina Chebská pahorkatina | Erzgebirge (Krušné hory) Klínovecká hornatina Loučenská hornatina | Böhmische Schweiz (Děčínská vrchovina) Děčínské stěny Jetřichovické stěny |